# 布諾 (愛達荷州)
布諾（英語：Bruneau）是位於美國愛達荷州奧懷希縣的一個非建制地區。該地的面積和人口皆未知。

## 地理
布諾的座標為42°52′50″N 115°47′50″W / 42.88056°N 115.79722°W，而該地的平均海拔高度為777米（即2549英尺）。